# Ed Dodd
Edward Benton Dodd (La Fayette, 7 november 1902 – 27 mei 1991) was een Amerikaans stripauteur, bekend door zijn ecologische strip Mark Trail.
Dodd werkte vanaf 1926 als gids in Yellowstone National Park waar hij af en toe dieren moest tekenen. In 1930 creëerde hij de strip Back home again voor United Features Syndicate. Deze didactische stripreeks tekende hij tot 1945. Het volgende jaar begon hij met de strip Mark Trail voor The Hall Syndicate en later voor Field Newspaper Syndicate. Deze strip over een Canadese natuurbeschermer met zijn trouwe Sint-Bernardshond Andy wilde de lezer zowel ontspannen als iets bijleren. Mark Trail beschermde de natuur en de dieren tegen natuurrampen en menselijk ingrijpen, zoals stroperij. Bij de grotere zondagse strip voegde Dodd een didactische fiche over de natuur bij. Hij werd bij het maken van deze strip geassisteerd door Tom Hill en Jack Elrod en bleef de reeks tekenen tot zijn pensioen.
- Gemeinsame Normdatei: 1123973431
- International Standard Name Identifier: 0000 0000 2225 2613
- Library of Congress Control Number: n50026238
- SNAC: w6d79nvf
- Virtual International Authority File: 8629889
- WorldCat: E39PBJwMFWdctvBv9XTTJrY773